# فالشوپینگ
شهر فالشوپینگ (به سوئدی: Falköping) در ناحیه شهری فالشوپینگ در کشور سوئد واقع شده‌است. جمعیت این شهر ۱۶۳۵۰  نفر است.